# Лепихов, Иван Константинович
Иван Константинович Лепихов (20 декабря 1917 года, д. Павлово — 15 января 2009 года, Алексин, Тульская область) — полный кавалер ордена Славы.
Почётный гражданин Тульской области. Почетный гражданин города Алексина и Алексинского района.
Член ВКП(б)/КПСС с 1945 года.

## Биография
Родился 20 декабря 1917 года в деревне Павлово в семье крестьянина. Русский.Окончил 5 классов. Работал помощником мастера, слесарем на Петровском заводе.
В Красной Армии с 1938 года. Служил на Дальнем Востоке.
В Великой Отечественной войне принял участие с конца 1942 года. Командир расчёта 82-мм миномёта 867-го стрелкового полка 271-й стрелковой дивизии 1-й гвардейской армии. Освобождал Донбасс, форсировал Днепр. Особо отличился в боях на Правобережной Украине и в Прикарпатье.
22 марта 1944 года старший сержант Лепихов у села Медведовка при прорыве обороны противника подавил две огневые точки, уничтожил свыше десяти солдат.
23 июля 1944 года в наступательном бою у сел Погары, Слобудка, Лесьна Лепихов из миномёта подавил две огневые точки, поразил до отделения пехоты.
30 января 1945 года при прорыве обороны противника в районе населённого пункта Тарнова (Чехословакия) старший сержант Лепихов получил приказ от командира батальона во главе группы пробраться в тыл противника и нанести внезапный удар по противнику. Ночью бойцы благополучно вышли в заданный район, заняли удобные позиции. Когда утром началась артиллерийская подготовка, группа Лепихова открыла интенсивный огонь из автоматов, пулемётов и миномётов. Этот удар вызвал панику в стане врага. Гитлеровцы поспешно оставили свои позиции. Лепихов лично ликвидировал три пулемёта противника с расчетами и десять его солдат.
Демобилизован в 1946 году. Работал мастером участка в литейном цехе Алексинского опытно-механического завода в городе Алексин Тульской области. С 1982 года на пенсии.
Решением Алексинской Думы от 27 ноября 2002 года в знак признания ратных подвигов, совершенных в годы Великой Отечественной войны, трудовых достижений в послевоенные годы на предприятиях города Алексина и за многолетнюю плодотворную деятельность по военно-патриотическому и нравственному воспитанию молодежи, а также в связи с 85-летним юбилеем Иван Константинович Лепихов удостоен звания «Почетный гражданин города и района».
Умер 15 января 2009 года.

## Награды
- орден Славы 3-й степени (№ 27262; 10 апреля 1944 года).
- орден Славы 2-й степени (№ 1566; 4 сентября 1944 года).
- орден Славы 1-й степени (№ 493; 29 июня 1945 года).
- орден Отечественной войны 1-й степени.
- медаль «За отвагу».
- медаль «За победу над Германией».
- медаль «За трудовое отличие».